# Porodní asistence v mayské společnosti

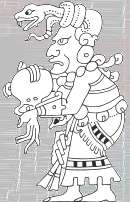
Ixchel, bohyně porodní asistence

Porodní asistence je ženská profese, kdy porodní asistentka pomáhá ženám od početí po porod. Porodní asistence má také náboženskou roli. V Mayské společnosti se věří, že mají porodní asistentky přiřazenou svoji profesi od Boha skrze znamení a vize. 
Ve starověkých mýtech se Mayská bohyně porodní asistence nazývá Ixchel. 

## Mayské porodní asistentky
Porod je v Mayské společnosti závěrečným rituálem transformace, kterým přechází dívka v ženu. 
Mnohým ženám, které rodí v Mayské společnosti ve venkovských oblastech asistují porodní asistentky, které nemají žádné formální vzdělání, ale v duchu mayského náboženství věří, že byly vyškoleny ve snech. Tyto tradiční porodní asistentky jsou známé jako komadrony nebo iyom kʼexelom a mají ve své praxi prestiž. 
Porodní asistentky jsou v mayských společnostech zodpovědné za ajtuj (těhotnou ženu) a její nenarozené dítě po celou dobu těhotenství a první týden v šestinedělí. Na rozdíl od jiných společností, ve kterých si jednotlivci volí svá povolání, Mayové věří, že přijímají posvátná povolání od Boha skrze sny, které jim umožňují praktikovat jejich zamýšlené povolání. Povolání porodní asistentky je božské a porodní asistentka může komunikovat s nadpřirozeným světem.
Ačkoli mají tradiční porodní asistentky vysokou prestiži pro své posvátné postavení ve společnosti, jsou také často vystaveny nespokojenosti vlastních manželů a dětí, protože s nimi kvůli výkonu povolání porodní asistence tráví málo času. Porodní asistentky musí držet celibát, což je někdy pro jejich manžele náročné. 

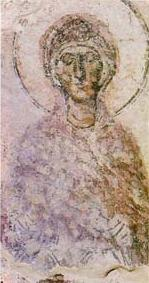
Svatá Anna je považována za patronku porodních asistentek.

V Mayské společnosti věří, že porodní asistentky přijímají ve spoustě snů své povolání od Boha. Předpokládá se, že tyto vize často zahrnují jemné náznaky, že žena je předurčena k tomu, aby se stala porodní asistentkou, a může zahrnovat vize svaté Anny, která je svatou patronkou všech porodních asistentek. Podle mayského náboženství mají ženy kromě přijímání snů a vizí také tendenci nacházet malé předměty v cestičkách, které jsou symboly a předměty související s porodní asistencí. Předměty jsou často malé neobvyklé kameny, které připomínají tvar obličeje, skořápky, kuličky nebo zlomené fragmenty archeologických figurek. Kameny mají v mayském náboženství často posvátnou sílu a věří se, že jsou posílány z duchovního světa jako znamení stát se porodní asistentkou. Rovněž se věří, že některé předměty, které se objevily na cestě k povolání porodní asistentky, mohou charakterizovat nástroje, které bude potřebovat při porodu, např. nožík, který se používá k oddělení pupeční šňůry. Ženy často konzultují se šamany, kteří jim vysvětlují povolání porodní asistence, a poté, co ženy přijmou, že se stanou porodní asistentkou, předpokládá se, že dostávají další řadu snů a vizí týkajících se porodních praktik, které musí dodržovat. Kromě těchto zvláštních předmětů a opakujících se snů se dále očekává, že mohou být také zavolány do hor nebo na jiná posvátná místa, kde se mohou setkat s nadpřirozenými bytostmi. Mayové se domnívají, že ženy, které ignorují své povolání mohou onemocnět, a pokud lékaři nedokáží určit diagnózu těchto nemocí, mohou dokonce čelit smrti. Rovněž Mayové věří, že jim v jejich snech nadpřirozené bytosti říkají, že dostanou dary od rodin dětí, kde asistují u porodu, a že nesmí být chamtivé, protože mnozí dají vše, co mají a to musí být přijato s dobrým srdcem. 

## Odpovědnosti
Tradiční mayské porodní asistentky jsou zodpovědné za těhotné ženy během těhotenství bez formálního vzdělání, pouze prostřednictvím víry dané vizemi z jejich snů. Předpokládá se, že tyto sny obsahují vize duchů o tom, jak správně vyšetřovat ženu, masírovat, poznat polohu plodu, zjistit míru otevření, oddělovat pupeční šňůru, jak se modlit a jak předpovídat budoucnost dítěte pomocí znamení na jeho pupeční šňůře.  Tradiční mayské porodní asistentky věří, že se v těchto vizích také učí rozpoznávat komplikace, které mohou představovat riziko pro ženu nebo dítě vyžadující převoz na kliniku či do nemocnice. Porodní asistentky poskytují ženě péči od třetího až pátého měsíce těhotenství, navštěvují ji v měsíčních intervalech v rámci prenatální péči až do posledního měsíce těhotenství, kdy ji začnou navštěvovat každý týden.  Prenatální péče poskytovaná porodními asistentkami zahrnuje pravidelné masáže, vyšetření, péče u porodu a péči o ženu po porodu a novorozené dítě až do konce prvního týdne šestinedělí.

## Znamení při narození
Mayové věří, že existuje mnoho věcí, které lze předpovídat, když se dítě narodí. Mayský kalendář pro věštění nebo „posvátný kalendář “ umí předpovídat budoucnost dítěte, protože některé dny jsou příznivější než jiné. Kalendář je v mayské společnosti důležitý pro předpovídání a utváření budoucnosti dětí. Mayové se však také domnívají, že porodní asistentky jsou schopny předpovídat budoucnost dítěte podle znamení na pupeční šňůře a plodovém obalu. Domnívají se také, že podle znamení při prvním porodu lze předpovídat také pohlaví, počet a interval dalších porodů. Nejdůležitější znamení v případě budoucího šamana jsou červi nebo mouchy sevřené v pěsti novorozence, porodní asistentky je "bílý plášť" přes hlavu, který pochází z plodového obalu a dítěte, které ohrožuje přežití budoucích sourozenců je narozen s dvojitým prstencem v koruně.

## Rituály
Porodní asistentka je první, kdo vidí dítě než uvidí dítě matka. Očekává se, že porodní asistentka pečlivě vyhodnotí znamení, která si dítě nese na svět, a ona sama bude vysvětlovat, pro jakou profesi je dítě určeno. Poté musí pečlivě odstranit, vysušit a ošetřit znamení, která bude uchovávat matka matky dítěte. Modlitba je považována za klíčovou při porodu dítěte a jakmile je porodní asistentka zavolána k porodu, začne se modlit. Očekává se také, že se bude modlit před vstupem do domu a před tím než se dotkne těhotné ženy. Musí se také modlit do všech čtyř rohů místnosti, kde věří, že mají neviditelné strážce. Specifický rituál musí být proveden, když další děti umírají, protože se věří, že prvorozené dítě (často narozené s dvojitým uzlem na pupeční šňůře) pronásleduje a sní ducha jeho budoucího sourozence. Ve snaze zachránit život novorozence porodní asistentka zabalí živé kuře do látky a projde místnost s nejstarším dítětem modlícím se do všech čtyř rohů. Kuře je pak zabito na zádech nejstaršího dítěte (za zavřenými dveřmi mimo novorozence). Poté si připraví polévku s kuřecím masem a nejstarší dítě musí vše sníst, i když to trvá několik porcí jídla. Na konci prvního týdne šestinedělí musí porodní asistentka provést v posteli závěrečné očistné rituály, čímž oznamuje ukončení poskytované péče. Dítě je vykoupáno, připraveno nové oblečení a houpací síť, kde má dítě spát. Modlí se a žádá, aby bylo dítě chráněno. Matka je také očištěna při ceremoniálu mytí vlasů. Závěrečným rituálem, který musí být proveden, je zametání a čištění místnosti před jejím odchodem. Potom se ještě jednou modlí a děkuje duchům za úspěšný porod. 